# Réacteur refroidi au gaz
Pour les articles homonymes, voir GCR.

Schéma de principe d'un réacteur de quatrième génération refroidi au gaz

Un réacteur refroidi au gaz (en anglais : gas-cooled reactor ou  GCR) est un réacteur nucléaire qui utilise un gaz tel que le dioxyde de carbone ou l'hélium comme fluide de refroidissement. Les réacteurs refroidis au gaz utilisent généralement soit le graphite soit l'eau lourde comme modérateur.
En France, les premiers réacteurs expérimentaux (Pile Zoé, EL2…) étaient refroidis au gaz (air et azote, respectivement) et utilisaient l'eau lourde comme modérateur. De même, les premières centrales françaises (Marcoule, Chinon…) étaient équipées de réacteurs nucléaires refroidis au gaz mais modérés au graphite (filière UNGG).  Ensuite, la filière française des réacteurs refroidis au gaz a été abandonnée au profit de la filière américaine des réacteurs à eau pressurisée. 
Il existe actuellement une seule filière de réacteurs nucléaires refroidis au gaz, utilisant le graphite comme modérateur et le dioxyde de carbone comme caloporteur : il s'agit des réacteurs Magnox développés au Royaume-Uni, qui ont évolué vers les réacteurs avancés refroidis au gaz. 
En Corée du Nord, le réacteur de Yongbyon est un réacteur refroidi au gaz conçu sur le modèle des premiers Magnox anglais.
Le refroidissement au gaz pourrait cependant connaitre un regain d'intérêt pour les réacteurs à haute température dits de quatrième génération. 

## Liste
- Réacteur à eau lourde refroidi au gaz
- Réacteurs modérés au graphite et refroidis au gaz : 
  - Magnox
  - Réacteur à uranium naturel graphite gaz (UNGG)
  - Réacteur avancé refroidi au gaz (AGR)
  - Réacteur nucléaire à très haute température
    - Ultra High Temperature Reactor Experiment (UHTREX)
    - Réacteur à lit de boulets
      - THTR-300
      - HTR-PM
- Réacteur nucléaire rapide à caloporteur gaz (en)

## références
1. ↑  (en) A.J. Goodjohn, « Summary of Gas-Cooled reactor programs », Energy, vol. 16, nos 1-2,‎ janvier 1991, p. 79–106 (DOI 10.1016/0360-5442(91)90089-5, lire en ligne, consulté le 27 octobre 2024)
2. ↑  « La naissance du parc nucléaire français : le plan Messmer », sur Sfen (consulté le 27 octobre 2024)
3. ↑  « AGR (Advanced Gas cooled Reactor) », sur Techniques de l'Ingénieur (consulté le 27 octobre 2024)
4. ↑  (en) Geon Hee Park et Ser Gi Hong, « An estimation of weapon-grade plutonium production from 5 MWe YongByon reactor through MCNP6 core depletion analysis », Progress in Nuclear Energy, vol. 130,‎ décembre 2020, p. 103533 (DOI 10.1016/j.pnucene.2020.103533, lire en ligne, consulté le 27 octobre 2024)
5. ↑  (en) « High-Temperature Gas-Cooled Reactors », sur Nuclear Energy Agency (NEA) (consulté le 27 octobre 2024)